# Thyonidium cylindricum
Thyonidium cylindricum är en sjögurkeart. Thyonidium cylindricum ingår i släktet Thyonidium och familjen korvsjögurkor. Inga underarter finns listade i Catalogue of Life.